# Uniwersjada Europejska 2016
Uniwersjada Europejska 2016 – trzecia edycja Uniwersjady Europejskiej. Odbyła się ona w Chorwacji.

## Opis

### Stolica, otwarcie, zamknięcie i informacje ogólne
Stolicą Uniwersjady Europejskiej 2016 były dwa chorwackie miasta: Zagrzeb i Rijeka. Ceremonia otwarcia odbyła się 12 lipca 2016 r., a ceremonia zamknięcia 25 lipca. Cała uniwersjada trwała 15 dni. Uniwersjadę oficjalnie otwarto 13 lipca w godzinach wieczornych na Stadionie Mladost w Zagrzebiu, a ceremonia otwarcia była transmitowana przez telewizję krajową HRT. Rozpoczęła się ona od wprowadzenia zawodników i odśpiewania oficjalnej piosenki „As long as heart believes”. Przysięgi odczytali: Prezydent Europejskiej Uniwersjady 2016 – Zrinko Custonja, Rektor Uniwersytetu w Zagrzebiu – Damir Boras, Prezydent Europejskiej Federacji Sportu Uniwersyteckiego – Adam Roczek i Premier Chorwacji – Tihomir Orešković. Prezydent EUSA przypomniał o słynnej Uniwersjadzie FUSA w 1987 i podziękował organizatorom Uniwersjady w Zagrzebiu i Rijece. Podczas ceremonii zamknięcia obecny był Komitet Organizacyjny Uniwersjady 2016 Zagrzeb-Rijeka i Europejskie Stowarzyszenie Sportu Uniwersyteckiego (EUSA). Maskotką Uniwersjady był bezimienny duży pomarańczowo-żółty kot.

### Uczestnicy

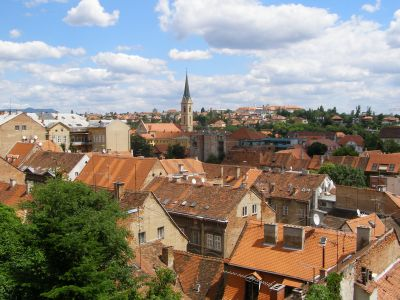
Zagrzeb – stolica Uniwersjady 2016

Uniwersjada 2016 była największą do tej pory. Brało w niej udział aż 5000 sportowców reprezentujących 400 uczelni z 40 europejskich państw.

### Dyscypliny
- Badminton (18-24 lipca)
- Koszykówka (11-18 lipca)
- Koszykówka 3×3 (22-25 lipca)
- Siatkówka plażowa (19-24 lipca)
- Brydż (18-22 lipca)

- Szachy (11-15 lipca)

- Piłka nożna (12-19 lipca)

- Futsal mężczyzn (16-24 lipca)
- Futsal kobiet (17-24 lipca)
- Golf (19-23 lipca)
- Piłka ręczna (12-18 lipca)
- Judo (22-25 lipca)
- Karate (11-14 lipca)
- Wioślarstwo (11-14 lipca)
- Rugby 7 (11-14 lipca)
- Wspinaczka sportowa (21-24 lipca)
- Pływanie (22-25 lipca)
- Tenis stołowy (18-23 lipca)
- Taekwondo (21-25 lipca)
- Tenis (12-18 lipca)
- Siatkówka (17-24 lipca)
- Piłka wodna (11-16 lipca)

#### Dyscypliny pokazowe
- Pływanie osób niepełnosprawnych (22-25 lipca)
- Tenis stołowy osób niepełnosprawnych (20-23 lipca)

## Medale

### Klasyfikacja medalowa – uczelnie
| 5 NAJLEPSZYCH UNIWERSYTETÓW Klasyfikacja Medalowa | 5 NAJLEPSZYCH UNIWERSYTETÓW Klasyfikacja Medalowa | 5 NAJLEPSZYCH UNIWERSYTETÓW Klasyfikacja Medalowa | 5 NAJLEPSZYCH UNIWERSYTETÓW Klasyfikacja Medalowa | 5 NAJLEPSZYCH UNIWERSYTETÓW Klasyfikacja Medalowa | 5 NAJLEPSZYCH UNIWERSYTETÓW Klasyfikacja Medalowa |
| Uniwersytet                                       | Państwo                                           | Złote                                             | Srebrne                                           | Brązowe                                           | Suma                                              |
| ------------------------------------------------- | ------------------------------------------------- | ------------------------------------------------- | ------------------------------------------------- | ------------------------------------------------- | ------------------------------------------------- |
| Uniwersytet w Zagrzebiu                           | Chorwacja                                         | 30                                                | 22                                                | 16                                                | 68                                                |
| Uniwersytet w Splicie                             | Chorwacja                                         | 11                                                | 5                                                 | 5                                                 | 21                                                |
| Uniwersytet w Rijece                              | Chorwacja                                         | 5                                                 | 7                                                 | 6                                                 | 18                                                |
| Uniwersytet w Walencji                            | Hiszpania                                         | 10                                                | 4                                                 | 1                                                 | 15                                                |
| Uniwersytet Yeditepe                              | Turcja                                            | 7                                                 | 3                                                 | 3                                                 | 13                                                |

### Medale polskich uniwersytetów
| Uniwersytet                                              | Miasto    | Złote | Srebrne | Brązowe | Suma |
| -------------------------------------------------------- | --------- | ----- | ------- | ------- | ---- |
| Akademia Leona Koźmińskiego                              | Warszawa  | 2     | 0       | 2       | 4    |
| Akademia Wychowania Fizycznego im. Józefa Piłsudskiego   | Warszawa  | 0     | 1       | 2       | 3    |
| Państwowa Wyższa Szkoła Zawodowa Angeliusa Silesiusa     | Wałbrzych | 0     | 1       | 2       | 3    |
| Uniwersytet Opolski                                      | Opole     | 1     | 1       | 0       | 2    |
| Uniwersytet Warszawski                                   | Warszawa  | 0     | 1       | 1       | 2    |
| Uniwersytet Jagielloński                                 | Kraków    | 0     | 0       | 1       | 1    |
| Państwowa Wyższa Szkoła Zawodowa im. Stanisława Staszica | Piła      | 0     | 0       | 1       | 1    |
| Uniwersytet Wychowania Fizycznego                        | Poznań    | 1     | 0       | 0       | 1    |
| Inne                                                     |           | 0     | 1       | 2       | 3    |
| SUMA                                                     |           | 4     | 5       | 11      | 20   |

### Klasyfikacja medalowa[2]
| P.  | Państwo         | Złote | Srebrne | Brązowe | Suma |
| --- | --------------- | ----- | ------- | ------- | ---- |
| 1.  | Chorwacja       | 47    | 32      | 30      | 109  |
| 2.  | Niemcy          | 13    | 22      | 21      | 56   |
| 3.  | Wielka Brytania | 16    | 11      | 15      | 42   |
| 4.  | Hiszpania       | 17    | 13      | 10      | 40   |
| 5.  | Francja         | 15    | 9       | 14      | 38   |
| 6.  | Turcja          | 17    | 6       | 15      | 38   |
| 7.  | Rosja           | 10    | 12      | 7       | 29   |
| 8.  | Serbia          | 11    | 2       | 8       | 21   |
| 9.  | Polska          | 4     | 5       | 11      | 20   |
| 10. | Słowacja        | 8     | 7       | 5       | 20   |

Każda z reprezentacji zdobyła przynajmniej 1 medal. Najmniej medali (1) zdobyły:
- Cypr
- Estonia
- Gruzja
- Irlandia
- Mołdawia
- Szwecja